# Alan Shorter
Alan Shorter (ur. 29 maja 1932 w Newark, zm. 5 kwietnia 1988 w Los Angeles) – amerykański trębacz freejazzowy, starszy brat kompozytora i saksofonisty jazzowego Wayne’a Shortera. Przez pewnego krytyka został opisany jako „marginalna, ale kolorowa osobowość jazzowa”.